# Roșia Montană
Roșia Montană (rumunjski za „Roșia Gorska”; njemački:Goldbach ili Rotseifen, mađarski: Verespatak, latinski: Alburnus Maior) je općina u rumunjskoj županiji Alba, zapadna Transilvanija. Mjesto Roșia Montană poznato je i po starim rumunjskim imenima Roșia Abrudului i Roșia de Munte.
„Rudarski krajolik Roșia Montană” uvršten je na UNESCO-v popis mjesta svjetske baštine u Europi 2021. godine i istovremeno je uvršten na popis mjesta svjetske baštine u opasnosti zbog planova „Projekta Roșia Montană” prema kojemu bi se intenzivnim rudarenjem ugrozio krajolik i starorimski spomenici.

## Zemljopis
Naselje se nalazi se u zapadnom dijelu povijesne pokrajine Transilvanije, na gorju Apuseni, u dolini Valea Roșiei kroz koju protječe malena istoimena rijeka, Roșia Montană. Općina se sastoji od 16 sela: Bălmoșești, Blidești, Bunta, Cărpiniș (Abrudkerpenyes), Coasta Henții, Corna (Szarvaspatak), Curături, Dăroaia, Gârda-Bărbulești, Gura Roșiei (Verespataktorka), Iacobești, Ignățești, Roșia Montană, Șoal, Țarina i Vârtop (Vartop).

## Povijest
Postoje arheološki i metalurški dokazi o iskopavanju zlata u „Zlatnom četverokutu” Transilvanije još iz kasnog kamenog doba. Ovo jedno je od najstarijih i najvažnijih nalazišta zlata u Europi. Zlato se ovdje kopa više od 2000 godina i Herodot je spominjao pleme Agathyrses, srodno Skitima, kako su ovoj regiji iskopavali zlato. Zbog tih bogatih nalazišta zlata, između ostalog, car Trajan je područja sjeverno od donjeg Podunavlja učinio dijelom rimske provincije Dacije tijekom Drugog dačkog rata 105/106. godine. Alburnus Maior osnovali su Rimljani za vrijeme Trajanove vladavine kao rudarski grad, s ilirskim kolonistima iz Južne Dalmacije Najranije spominjanje naselja nalazi se na voštanoj ploči od 6. veljače 131. god. Arheolozi su u gradu otkrili antičke nastambe, nekropole, galerije rudnika, rudarske alate, 25 voštanih ploča i mnoge natpise na grčkom i latinskom, sa središtem oko brda Carpeni. Rimljani su napustili Daciju 271. godine.
Čini se da su rudarstvo ponovno započeli u srednjem vijeku njemački (Transilvanijski Sasi) i mađarski (Sekelji) migranti koristeći slične tehnike kao Rimljani. To se nastavilo sve do razornih ratova sredinom 16. stoljeća. 
Rudarstvo se znatno proširilo pod Austrijskim Carstvom, nakon što je otklonjena „turska prijetnja”. Karlo VI. financirao je izgradnju prvih rudarskih jezera (tăuri) 1733. godine, a pod caricom Marijom Terezijom Roșia Montană je postala jedan od najvećih rudnika u Monarhiji i financijska okosnica carstva i vladajuće obitelji. Rudnici su prošireni uz pomoć njemačkih rudara, što je također oblikovalo krajolik i nastala su planinska sela u stilu njihove domovine. Nakon raspada carstva 1918. godine, većina preostalih žila iskopana je pod koncesijama fiksne duljine koje su davane lokalnim građanima. Otpad bogat sulfidima stvarao je velike količine sumporne kiseline koja je oslobađala teške metale u lokalne izvore vode, uz živu koja se koristila za ekstrakciju zlata.
Godine 1948. rudnike je preuzela rumunjska država, s tradicionalnim malim podzemnim rudarstvom do kasnih 1960-ih. Pažnja se zatim okrenula na zlato niže čistoće rasprostranjenog kroz stijenu koja okružuje vene. Godine 1975. izgrađena je površinska jama u Cetateu. Ovim rudnikom upravljao je Roșiamin, podružnica državne tvrtke Regia Autonomă a Cuprului din Deva (RAC), i omogućio je 775 radnih mjesta, što tada predstavlja većinu zapošljavanja u regiji. Ruda je koncentrirana flotacijom u Gura Roșiei, a zatim izvađena ispiranjem cijanidom u Baia de Arieșu. Ovaj rudnik je 2004. godine trebao subvencije od 3 milijuna USD godišnje i zatvoren je 2006. prije nego što se Rumunjska pridružila Europskoj uniji.

### Rudarski projekt
Projekt Roșia Montană je prijedlog otvorenog iskopavanja zlata na bazi cijanida iz 1995. god. Od 1997. godine stanovnici Rosia Montane bore se protiv ovog projekta koji bi opustošio njihovo naselje.
Kanadska tvrtka Gabriel Resources, koja je pokrenula projekt, procjenjuje da bi se moglo izvući oko 300 tona zlata i oko 1600 tona srebra u 17 godina. No, ovaj projekt pretpostavlja uništavanje povijesne i prirodne baštine na površini od 42,82 km². Također se procjenjuje da će generirati oko 250 milijuna tona otpadnih stijena cijanidacije (ili koncentrata cijanida), tekućih efluenta, taloženih u umjetnom jezeru dugom oko 4 i širokom oko 2 km uzvodno od brane visoke 180 metara. Roșia Montană Gold Corporation (RMGC) također predlaže preseljenje 974 obitelji. Za njih je već počela graditi novo selo, udaljeno 5  km od današnje Roșie Montană, kao i novo naselje u gradu Alba Iulia za one koji bi se tu htjeli naseliti.
Tvrtka, koja još nije bila ovlaštena započeti projekt, je već 2013. god. preuzela 67 % kuća i 49 % općinskog zemljišta koje predstavlja mjesto budućeg površinskog kopa.
U kolovozu 2013. god. rumunjska vlada odobrava nacrt zakona koji dopušta eksploataciju, ostavljajući tako odluku Parlamentu. No, u cijeloj Rumunjskoj i diljem svijeta dižu se brojni prosvjedi protiv ovog projekta. Da bi 9. rujna vlada morala odustati nakon gotovo dva tjedna prosvjeda.
U siječnju 2016., okolica sela u radijusu od dva kilometra proglašena je povijesnim lokalitetom od nacionalnog interesa, što isključuje rudarstvo. Područje je dobilo i svjetsku zaštitu kada je „Rudarski krajolik Roșia Montană” proglašeno za UNESCO-vu svjetsku baštinu u kolovozu 2021. god.

## Znamenitosti
- Dealul Cetății („Brdska utvrda”), nalazi se pola sata hoda od centra grada. Tu su galerije i okna starorimskih rudnika. Ovdje je 1854. pronađeno 25 voštanih drvenih ploča, uključujući i onu od 6. siječnja 131. god. koja spominje ime grada Alburnus Maior. Ova je ploča trenutno izložena u Muzeju rudarstva u Roșia Montanău.
- Rimski kastrum koji se nalazi na Dealul Cetății, u blizini starorimskih farmi. Arheolozi su tamo pronašli nastambe, nekropole, oruđe kao i niz natpisa na latinskom i grčkom jeziku.
- 105 umjetnih jezera koja okružuju grad. Ova jezera su izgrađena tijekom proteklih stoljeća kako bi se koristila za rudarske aktivnosti. Danas su neka od tih jezera jezera za odmor (novija su ipak vrlo zagađena).
- Muzej rudarstva
- Barokno gradsko središte koje je dio rumunjske nacionalne baštine

## Stanovništvo
Po popisu stanovništva iz 2011. godine općina ima 2.656 stanovnika, dok je prosječna gustoća naseljenosti 63 stan/km²
| Godina | Ukupno | Rumunji     | Mađari | Romi | Izvori |
| ------ | ------ | ----------- | ------ | ---- | ------ |
| 1850.  | 5.756  | 4.651 (81%) | 669    | 170  | [ 10 ] |
| 1880.  | 5.640  | 4.130 (73%) | 1.452  | -    |        |
| 1890.  | 5.543  | 4.037 (73%) | 1.472  | -    |        |
| 1900.  | 5.665  | 4.211 (74%) | 1.424  | -    |        |
| 1910.  | 5.165  | 3.623 (70%) | 1.515  | -    |        |
| 1920.  | 4.252  | 3.341 (79%) | 880    | -    |        |
| 1930.  | 4.362  | 3.673 (84%) | 609    | 60   |        |
| 1941.  | 5.409  | 4.557 (84%) | 651    | -    |        |
| 1956.  | 4.169  | 3.684 (88%) | 416    | 63   |        |
| 1966.  | 4.591  | 4.178 (91%) | 317    | 87   |        |
| 1977.  | 4.393  | 4.060 (92%) | 157    | 168  |        |
| 1992.  | 4.146  | 3.808 (92%) | 104    | 228  |        |
| 2002.  | 3.872  | 3.518 (91%) | 55     | 289  | [ 11 ] |
| 2011.  | 2.656  | 2.239 (84%) | 6      | 334  | [ 12 ] |

## Vanjske poveznice
- FânFest music festival
- Save Roșia Montană